# Area Occidentale
L'Area Occidentale è una delle quattro divisioni amministrative della Sierra Leone. Essa comprende la capitale della nazione Freetown ed il suo circondario. Copre un'area di 557 km² ed ha una popolazione di 
1.493.252 (secondo il censimento del 2015).

## Distretti
L'Area Occidentale è divisa in due distretti:
- Distretto urbano dell'Area Occidentale
- Distretto rurale dell'Area Occidentale.